# Galaxy Zoo
A Galaxy Zoo online csillagászati program, melyben a csillagászathoz nem feltétlenül értő emberek eredetileg galaxisokat osztályoztak. A Sloan Digital Sky Survey égboltfelmérés során az észlelt több tízmillió galaxis bizonyos alapvető paramétereinek (elsősorban típusuk, formájuk) meghatározására nem sikerült megfelelő hatékonyságú számítógépes programot írni, viszont a feladatot bárki (laikusok is) egyszerűen, „ránézéssel” meg tudja oldani, ehhez a program honlapján, (regisztráció és egyszerű betanítás után) lévő galaxisok fényképeit kell osztályozni.
A program sikerét mutatja, hogy 2010 tavaszára az osztályozott galaxisok száma elérte a 60 milliót, később a program több hasonló, az emberi szem képfeldolgozó képességét és az emberi intelligenciát igénylő csillagászati munkába is belekezdett, többek között extragalaktikus szupernóvák ellenőrzésébe.

## Külső hivatkozások
- Galaxy Zoo, a program honlapja